# 백은혜 (1986년)
백은혜(1986년 9월 1일 ~ )는 대한민국의 뮤지컬 배우이다.

## 학력
- 숙명여자대학교 성악과 (졸업)

## 출연 작품

### 드라마
- 2010년 MBC 4.19 특집극 《3월의 누나》 - 노원자 역
- 2015년 JTBC 주말드라마 《송곳》 - 비정규직 여직원 역
- 2015년 SBS 월화드라마 《육룡이 나르샤》 - 원나라 장악원 무희 역 (특별출연)
- 2017년 SBS 월화드라마 《의문의 일승》 - 정신병원 간호사 역 (특별출연)
- 2018년 tvN 수목드라마 《김비서가 왜그럴까》 - 김필남 역
- 2018년 KBS 드라마스페셜 《이토록 오랜 이별》 - 엄귀정 역
- 2019년 SBS 금토드라마 《녹두꽃》 - 백이화 역
- 2019년 KBS2 수목드라마 《동백꽃 필 무렵》 - 정숙 의붓딸 역
- 2019년 tvN 월화드라마 《블랙독》 - 송찬희 역, 한국대 입학사정관
- 2020년 JTBC 월화드라마 《모범형사》 - 강은희 역
- 2020년 카카오TV 웹드라마 《며느라기》 - 정혜린 역
- 2021년 SBS 월화드라마 《조선구마사》 - 중추부사 댁 며느리 역
- 2021년 KBS2 수목드라마 《대박부동산》 - 홍미진 역
- 2022년 카카오 TV 웹드라마 《며느라기2》 - 정혜린 역
- 2022년 JTBC 드라마페스타 《불행을 사는 여자》 - 정수연 역
- 2022년 JTBC 토일드라마 《모범형사 2》 - 강은희 역
- 2023년 SBS 금토드라마 《소방서 옆 경찰서 그리고 국과수》 - 우삼순 역
- 2024년 JTBC 수요드라마 《조립식 가족》 - 강서현 역
- 2025년 tvN 토일드라마 《별들에게 물어봐》 - 나민정 역

### 뮤지컬
- 2025년 뮤지컬 《라이카》 - 캐롤라인/로케보트 역
- 2024년 뮤지컬 《섬:1933~2019》 - 마리안느/고지선 역
- 2023년 뮤지컬 《아가사》 - 아가사 역
- 2023년 음악극 《백인당 태영》 - 태영 역
- 2022년 뮤지컬 《웨이스티드》 - 샬롯 브론테 역
- 2022년 연극 《세인트 조앤》
- 2022년 연극 《세인트 조앤》 - 조앤 역 명동예술극장
- 2022년 뮤지컬 《렛미플라이》 - 선희 역 예스24스테이지 1관
- 2021년 뮤지컬 《아가사》 - 아가사 역 유니플렉스 1관
- 2021년 음악극 《태일》 - 대학로티오엠
- 2021년 연극 《오만과 편견》 - 고양어울림누리 별모래극장
- 2020년 연극 《오만과 편견》 - 예스24스테이지 3관
- 2019년 연극 《비BEA》 - 콘텐츠그라운드
- 2019년 음악극 《섬 1933 - 2019》
- 2018년 음악극 《태일》
- 2018년 뮤지컬 《베르나르다 알바》 - 막달레나 역
- 2018년 음악극 《태일》
- 2018년 《홀연했던 사나이》 - 김꽃님 역 충무아트센터 중극장 블랙
- 2017년 연극 《나와 할아버지》
- 2016년 뮤지컬 《난쟁이들》
- 2015년 뮤지컬 《난쟁이들》 - 인어공주 역
- 2014년 연극 《취미의 방》
- 2014년 연극 《우리노래방가서 얘기 좀...할까》
- 2013년 연극 《올모스트 메인》 - 예술마당4관
- 2013년 뮤지컬 《트라이앵글》 - 영이 역 상명아트홀 1관
- 2013년 《2013 서울뮤지컬페스티벌 폐막갈라쇼》 - 충무아트홀 대극장
- 2013년 뮤지컬 《거울공주 평강이야기》 - 연이 역 예술마당 4관
- 2013년 뮤지컬 《영웅을 기다리며》 - 막 딸 역 해피씨어터
- 2012년 뮤지컬 《심야식당》 - 치도리 미유키 역 동숭아트센터 동숭홀
- 2012년 뮤지컬 《미남이시네요》 - 유헤이 역 세종문화회관 M씨어터
- 2012년 음악극 《밀당의 탄생》 - 선화공주 역 대학로 자유극장(구. PMC자유극장)
- 2011년 뮤지컬 《겨울연가》 - 유진 역 명보아트홀 하람홀
- 2011년 뮤지컬 《김종욱 찾기》 - 예술마당 1관
- 2011년 뮤지컬 《알라딘》 - 세종문화회관 대극장
- 2009년 뮤지컬 《스프링어웨이크닝》 - 마르타역 두산아트센터
- 2008년 뮤지컬 《이블데드》 - 린다 역
- 2007년 뮤지컬 《오디션》 - 김선아 역
- 2007년 뮤지컬 《밑바닥에서》 - 바실리사 역